# Pterolophia parascripta
Pterolophia parascripta là một loài bọ cánh cứng trong họ Cerambycidae.